# Росс Вайт
Росс Вайт (31 серпня 1998 , Йорк, Йорк ) — британський та шотландський керлінгіст, срібний призер Олімпійських ігор 2022 року, призер чемпіонатів світу.